# Spiochaetopterus sanbanzensis
Spiochaetopterus sanbanzensis är en ringmaskart som beskrevs av Nishi, Bhaud och Koh 2004. Spiochaetopterus sanbanzensis ingår i släktet Spiochaetopterus och familjen Chaetopteridae. Inga underarter finns listade i Catalogue of Life.